# Carlo Alberto Garufi
Carlo Alberto Garufi (* 14. Februar 1868 in Palermo; † 16. September 1948) war ein italienischer Diplomatiker und Paläograph mit einem Schwerpunkt auf der normannischen und staufischen Geschichte Siziliens.
Er studierte in Palermo Rechtswissenschaften und lettere, als Abschluss erreichte er das Diplom in paleografia und die laurea in legge, jeweils mit den Bestnoten. 1905 wurde er zum Ordinarius für lateinische Paläographie und Diplomatik ernannt, nachdem er bereits wenige Jahre zuvor zum professore pareggiato ernannt worden war.
Immer noch von Bedeutung sind seine Editionen normannischer Urkunden, das Verzeichnis des Urkundenbestands des Erzbistums Monreale und seine Editionen historiographischer und memorialistischer Texte. Nicht alle seine Ergebnisse haben der neueren Kritik standgehalten. Wichtig ist auch seine Fotosammlung (mit alten Glasplatten), da etliche der aufgenommenen Dokumente inzwischen verloren gegangen sind. Die Sammlung wurde von seinem Schüler Paolo Collura der Universität Palermo als Stiftung überlassen. Sie befinden sich heute (Stand Juni 2024) in der Biblioteca Interdipartimentale di discipline umanistiche Sezione II der Universitätsbibliothek von Palermo.

## Veröffentlichungen (Auswahl)

Rapporti diplomatici tra Filippo 5° e Vittorio Amedeo 2° di Savoia nella cessione del Regno di Sicilia, 1914

- Catalogo illustrato del tabulario di S. Maria Nuova in Monreale, [Documenti per servire alla storia di Sicilia, ser. Ia t. 19] Palermo 1902.
- I documenti inediti dell’epoca normanna in Sicilia I [Documenti per servire alla storia di Sicilia, 1a serie, t. 18 ] Palermo 1899. (kein weiterer Band erschienen)
- Rapporti diplomatici tra Filippo 5° e Vittorio Amedeo 2° di Savoia nella cessione del Regno di Sicilia, 1914
- Necrologio del Liber Confratrum di S. Matteo di Salerno. [Fonti per la storia d’Italia 56] Roma 1922.
- Romualdi Salernitani Chronicon Rerum Italicarum Scriptores, [N.S. t. VII/1] Città di Castello 1935.

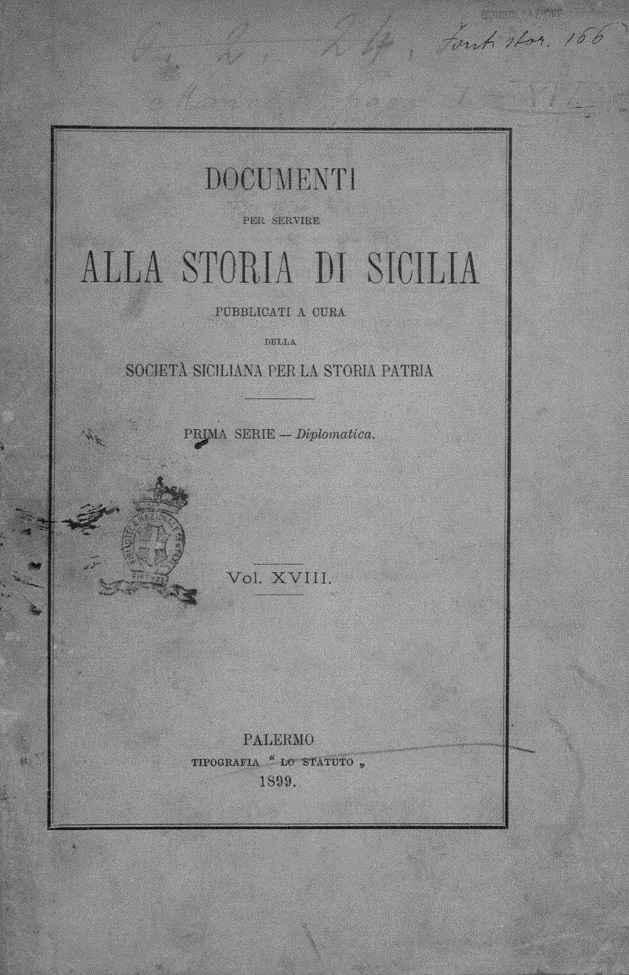
I documenti inediti dell’epoca normanna in Sicilia, 1899